# Mercedes-Benz GLA
Mercedes-Benz GLA – samochód osobowy typu crossover klasy kompaktowej produkowany pod niemiecką marką Mercedes-Benz od 2013 roku. Od 2019 roku produkowana jest druga generacja modelu.

## Pierwsza generacja

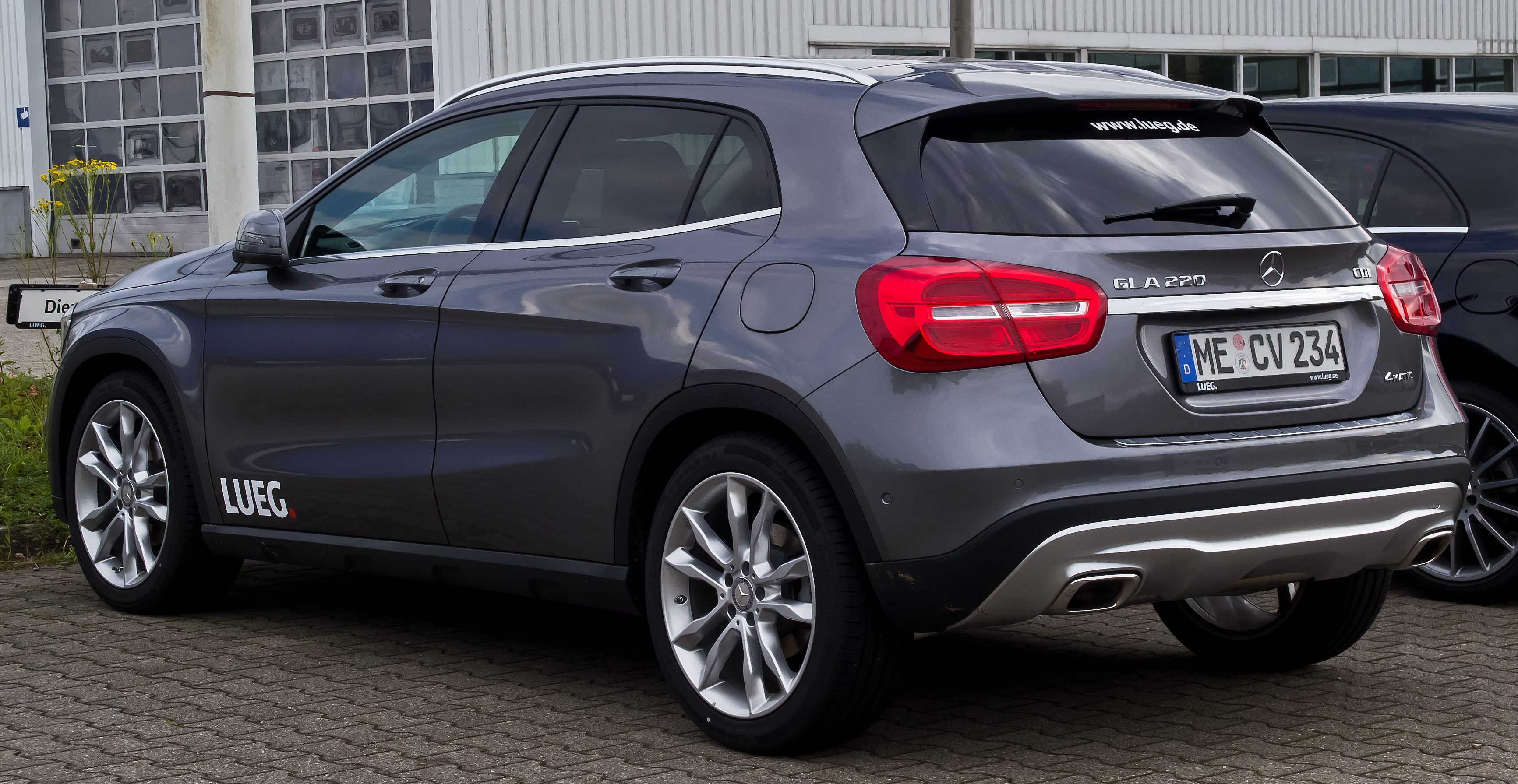
Mercedes-Benz GLA I - tył

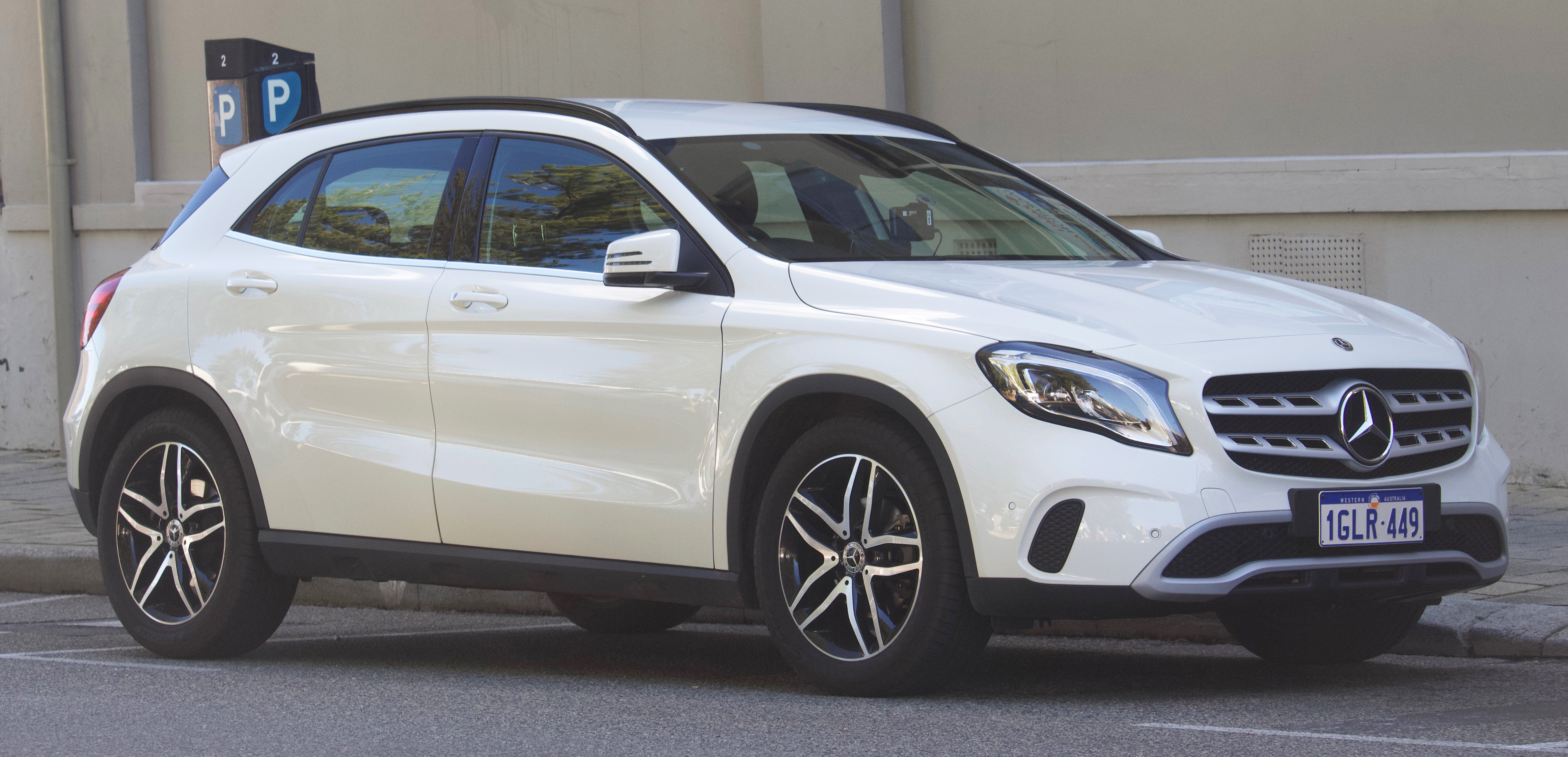
Mercedes-Benz GLA I po liftingu

Mercedes-Benz GLA I został zaprezentowany po raz pierwszy podczas Międzynarodowych Targów Motoryzacyjnych we Frankfurcie we wrześniu 2013 roku.
To pierwszy kompaktowy crossover Mercedesa i zarazem najmniejszy taki model w gamie. Auto zostało zbudowane na płycie podłogowej klasy A zwanej MFA i oznaczone fabrycznym kodem X156. W roku 2015 Mercedes GLA był najchętniej wybieranym przez polskich kierowców SUV-em Mercedesa oraz drugim najchętniej kupowanym modelem Mercedesa w Polsce.
Oficjalna sprzedaż w Polsce rozpoczęła się w grudniu 2013 roku, przy czym pierwsze samochody mają trafić do klientów w marcu 2014 roku. Ceny GLA zaczynają się od 114 500 zł. Zapowiedziano, że we wrześniu 2014 roku pojawi się nowa wersja bazowa (GLA 180), która będzie kosztować 109 900 zł.
W styczniu 2014 roku podczas targów motoryzacyjnych w Detroit zaprezentowano Mercedesa GLA 45 AMG. Model ten jest napędzany benzynowym silnikiem o pojemności 2.0, który dzięki doładowaniu dysponuje mocą 381 KM i momentem obrotowym 450 Nm. Auto trafi do sprzedaży w czerwcu. Pojazd od cywilnej wersji wyróżnia się 19-calowymi alufelgami (opcjonalnie 20-cali), szerokimi wlotami powietrza, dodatkowym ospojlerowaniem w kolorze tytanowym oraz tylnym dyfuzorem z dwiema końcówkami układu wydechowego, sportowymi fotelami, czerwonymi pasami bezpieczeństwa.

### Silniki[6]
Benzynowe:
- GLA 180 - 1.6 l, 122 KM przy 5000 obr./min, 200 Nm w zakresie od 1250 do 4000 obr./min

- GLA 200 - 1.6 l, 156 KM przy 5300 obr./min, 250 Nm w zakresie od 1250 do 4000 obr./min
- GLA 250 – 2,0 l, 211 KM przy 5500 obr./min, 350 Nm w zakresie od 1200 do 4000 obr./min
- GLA 45 AMG - 2,0 l, 381 KM przy 5000 obr./min, 450 Nm w zakresie od 2250 do 5000 obr./min

Diesla:
- GLA 200 CDI – 2,2 l, 136 KM w zakresie od 3600 do 4000 obr./min, 300 Nm w zakresie od 1400 do 4000 obr./min
- GLA 220 CDI – 2,2 l, 170 KM w zakresie od 3600 do 4000 obr./min, 350 Nm w zakresie od 1600 do 3200 obr./min

### Wyposażenie
Wszystkie wersje są standardowo wyposażone w funkcję ECO start/stop. Opcjonalnie model będzie wyposażony w napęd 4Matic (elektrohydraulicznie sterowane sprzęgło wielotarczowe). Wersje 4Matic wyposażone są w układ kontroli prędkości zjazdu i off-roadowy tryb pracy skrzyni biegów, dostosowany do jazdy w lekkim terenie. Przednie zawieszenie GLA wykorzystuje kolumny MacPhersona, a tylne - konstrukcję wielowahaczową.
Z okazji wprowadzenia do sprzedaży Mercedes przygotował specjalną limitowaną edycję tego modelu o nazwie Edition 1. Auto otrzymało dodatkowe wyposażenie m.in. relingi, felgi AMG oraz światła biksenonowe. 

## Druga generacja

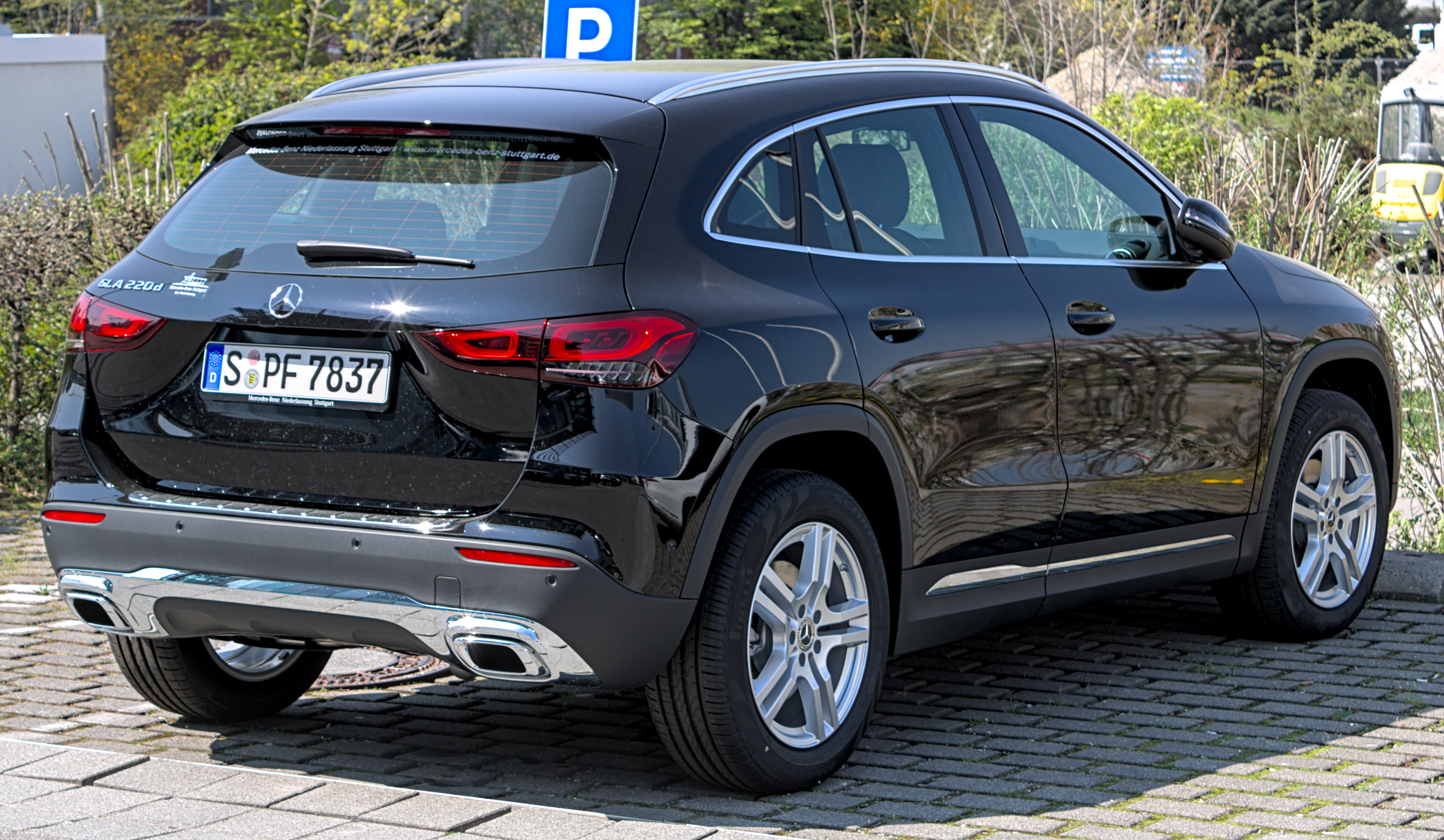
Mercedes-Benz GLA II (H247) - tył

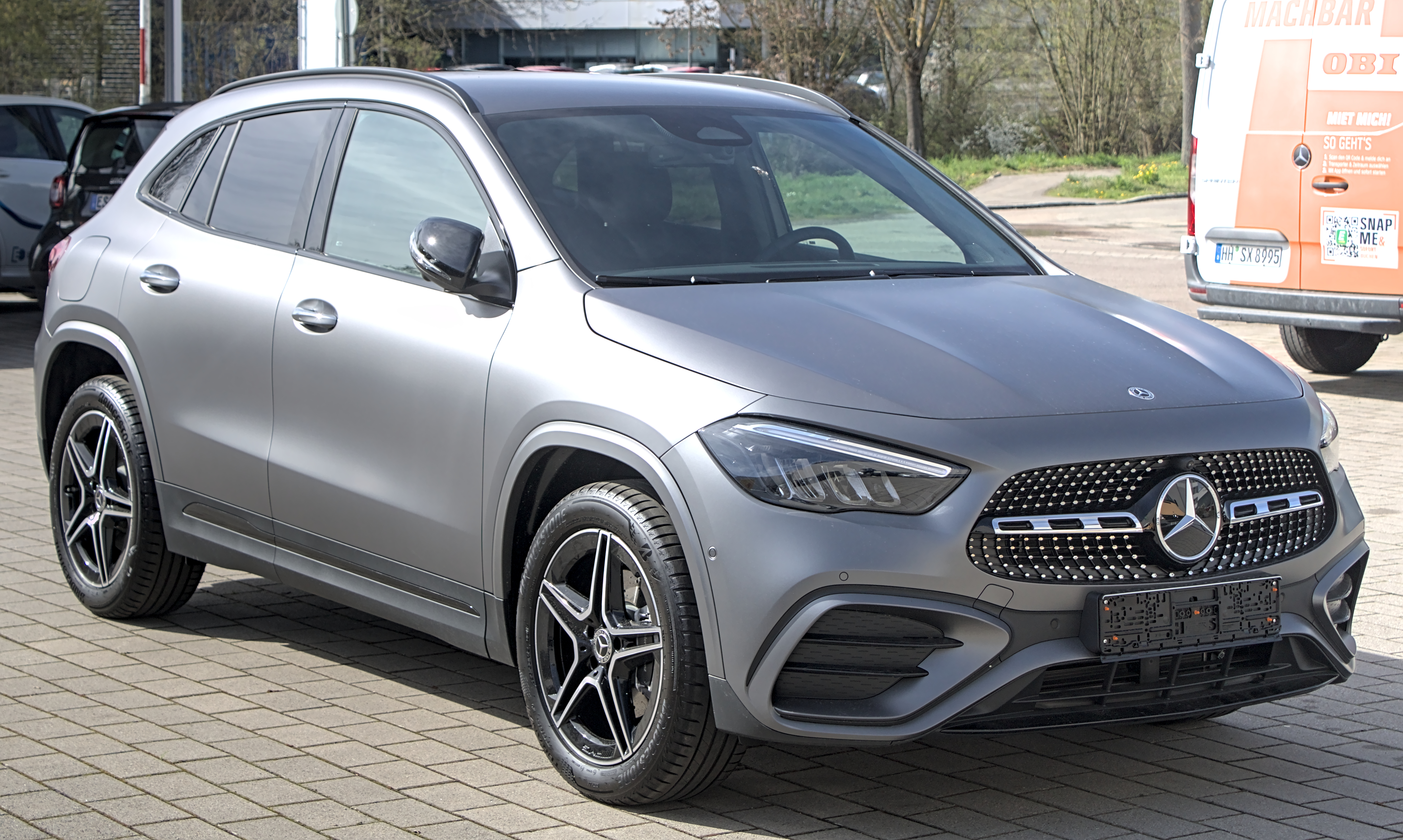
Mercedes-Benz GLA II (H247) po liftingu

Mercedes-Benz GLA II został zaprezentowany po raz pierwszy w 2019 roku.
Oficjalna prezentacja GLA II odbyła się 11 grudnia 2019 roku. Drugie wcielenie najmniejszego podwyższanego samochodu w gamie Mercedesa przyjęło nową formułę. Tym razem samochód nie ma już koncepcji podwyższonego hatchbacka, lecz zyskał bardziej indywidualny charakter na tle pokrewnej Klasy A. Sylwetka stała się masywniejsza, bardziej kanciasta i bliższa proporcjom konkurencyjnych modeli takich marek, jak Volvo czy Audi. GLA drugiej generacji jest przez to większe i przestronniejsze szczególnie dla pasażerów tylnej kanapy. 
Pod maskę trafiły zarówno silniki benzynowe, jak i wysokoprężne. Początek sprzedaży Mercedes zaplanował na pierwszy kwartał 2020 roku.

### Lifting
W 2023 roku samochód przeszedł modernizację. Zmieniły się zmieniły się światła przednie i tylne, choć w bardzo dyskretny sposób. Delikatnie zmieniono też zderzaki z przodu i z tyłu oraz grill. W obydwu modelach standardem stają się "power domes", czyli lekko wybrzuszone maski, wcześniej oferowane wyłącznie w modelach AMG. Poprawki ograniczyły się do nowszej wersji systemu MBUX. Nowością jest też typowa dla wszystkich obecnie sprzedawanych Mercedesów kierownica z dotykowymi panelami.